# Ornebius bogor
Ornebius bogor är en insektsart som beskrevs av Sigfrid Ingrisch 2006. Ornebius bogor ingår i släktet Ornebius och familjen Mogoplistidae. Inga underarter finns listade i Catalogue of Life.